# Leon Britton
Leon James Britton (Wandsworth, 16 de setembro de 1982) é um ex-futebolista inglês que atuava como meio-campista. É o recordista de jogos pelo Swansea City.

## Carreira
Ídolo no Swansea City, Britton teve passagens por Arsenal (este, apenas nas categorias de base) e West Ham United (defendeu apenas a equipe reserva, após chegar por quatrocentos mil libras, um valor recorde na época para um jogador de categorias de base) antes de chegar ao clube galês. Inicialmente chegou ao clube por empréstimo, em dezembro de 2002. Com o bom desempenho apresentado nas 25 partidas que disputou, sendo importante na luta contra o rebaixamento naquela temporada (pelo desempenho também concorreu ao prêmio de melhor do campeonato), o clube galês acertou sua contratação em definitivo.
Disputando sua segunda temporada na League Two, o clube conseguiu uma razoável participação, terminando na décima posição. Leon, disputou 42 partidas e marcou três vezes. O clube consegui o acesso em sua terceira, a de 2004/05, terminando na terceira posição. Desta vez, no entanto, Britton participou apenas de trinta partidas.
Na League One, a terceira divisão inglesa, permaneceu com o clube por três temporadas. Na primeira, chegou próximo ao acesso, mas perdendo na final dos play-offs para o Barnsley, nos pênaltis, após empate por 2 x 2. A segunda, ficou uma posição abaixo dos classificados aos play-offs. O acesso chegou na terceira, tendo o Swansea terminado com o título, após vencer 27 das 44 partidas do campeonato, terminando com 92 pontos.
Em sua primeira temporada disputando a segundona, o clube ficou próximo do acesso, mas acabou prejudicado pelo grande número de empates (20, em 44 partidas). Na segunda, novamente ficou próximo da classificação, mas terminando na primeira posição fora dos play-offs. Durante a temporada, na janela de transferências de inverno, Britton ficou próximo de uma transferência ao Wigan Athletic, que ofereceu 750 mil libras pelo jogador, mas rejeitado pelo clube galês. Posteriormente, Britton recusou uma oferta de renovação de contrato e deixou o clube, assinando em seguida um contrato de três temporadas com o Sheffield United.
Entretanto, sua passagem durou pouco tempo, apenas até a janela de transferências seguinte, quando retornou ao Swansea. Seu retornou se deu, em parte, ao seu baixo desempenho durante o período, e a péssima campanha que o clube estava fazendo no campeonato, perdendo boa parte das partidas disputadas até então (terminou a temporada rebaixado). Britton afirmou que foi um erro deixar o Swansea e nunca deveria ter feito isso.
Em seu retornou ao clube, agora comandado por Brendan Rodgers, Leon foi extremamente importante no restante da campanha que terminou com o acesso a elite inglesa, a Premier League (se tornando o primeiro clube galês a disputar o formato atual da primeira divisão inglesa, assim como havia se tornando trinta anos antes o primeiro clube galês a disputar a primeira divisão). Após vencer 24 das 46 partidas na liga inglesa, o clube terminou na terceira posição, se classificando para os play-offs. Na disputa, enfrentou primeiramente o Nottingham Forest, onde empatou a primeira partida em 0 x 0 e venceu a segunda por 3 x 1 (nesta, marcou o primeiro gol do time). Na decisão, contra o Reading (que havia eliminado na outra partida o grande rival do Swansea, o Cardiff City), venceria por 4 x 2 em partida única, garantindo assim, o retorno do clube à elite do futebol inglês após quase três décadas longe.
Disputando pela primeira vez o principal campeonato da Inglaterra, Britton terminou a temporada com 36 partidas e foi o jogador com maior precisão de passes na temporada europeia, com 93,5% de acerto, ficando à frente de Xavi, do Barcelona, considerado um dos melhores jogadores na atualidade na posição.